# Jean Gergely
Jean Gergely (né Gergely János à Budapest le 23 mai 1911 et mort à Paris 7e le 7 septembre 1996), docteur ès lettres, était un compositeur, musicologue, ethnologue et linguiste français d'origine hongroise, professeur honoraire de hongrois à l'Institut national des langues et civilisations orientales. Il était également administrateur de l'association pour le développement des études finno-ougriennes, président du comité français Béla Bartók.

## Œuvres
- L’État actuel des études finno-ougriennes en France
- Béla Bartók vivant, Souvenirs, études et témoignages, Publications Orientalistes de France, 1984, Collection Bibliothèque finno-ougrienne,  (ISBN 2-7169-0200-3)
- Béla Bartok, Éléments d'un autoportrait, textes édités par Jean Gergely, éd. bilingue hongrois-français, Bilingues A.L.M. no 2, Bibliothèque finno-ougrienne no 9, Paris : L'Asiathèque - langues du monde, 1995.
- Béla Bartok, compositeur hongrois, la Revue Musicale, Editions Richard Masse, Paris, numéro 330-331-332.